# 巴扎扁蟹蛛
巴扎扁蟹蛛（学名：Platythomisus bazarus）为逍遥蛛科扁蟹蛛属的动物。分布于印度以及中国大陆的西藏等地，常见于林间灌木丛。该物种的模式产地在印度。